# Waver (rivière)
 (novembre 2015).
Si vous disposez d'ouvrages ou d'articles de référence ou si vous connaissez des sites web de qualité traitant du thème abordé ici, merci de compléter l'article en donnant les références utiles à sa vérifiabilité et en les liant à la section « Notes et références ».
Pour les articles homonymes, voir Waver.
Le Waver est une petite rivière néerlandaise et un affluent de l'Amstel.

## Géographie
La rivière forme la frontière sud et est de la commune d'Ouder-Amstel ; elle forme également la frontière entre les provinces de la Hollande-Septentrionale et d'Utrecht. Le village de Waver est situé sur la rive droite de cette rivière. Par ailleurs, elle croise plusieurs autres petites rivières, dont le Bullewijk (un affluent) et le Holendrecht.